# Maria do Céu Patrão Neves
Maria do Céu Patrão Neves (* 26. April 1959 in Lissabon) ist eine portugiesische Politikerin der Partido Social Democrata, Philosophin.
Neves studierte Philosophie. Seit 2000 ist sie Ordentliche Professorin für Axiologie und Ethik an der Universität der Azoren. Neves ist seit 2009 Abgeordnete im Europäischen Parlament.

## Publikationen
- Biomedical Ethics
- Ethical Perspectives
- Medicine, Health Care and Philosophy. A European Journal
- Medical Science Monitor, 1996